# Nyctemera frosti
Nyctemera frosti là một loài bướm đêm thuộc phân họ Arctiinae, họ Erebidae.